# Johanna Sophie von Bayern

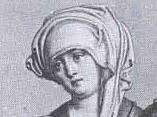
Johanna Sophie von Bayern

Johanna Sophie von Bayern (* 1373 oder 1377; † 28. Juli 1410 in Wien) war die jüngste Tochter Herzog Albrechts I. von Straubing-Holland. Ihre Verlobung mit dem vierjährigen Albrecht von Österreich besiegelte 1381 das Ende einer Fehde zwischen ihrem Vater und Albrecht III. von Österreich. Der Herzog von Straubing-Holland erklärte sich zur Zahlung von 10.000 Schock Prager Pfennigen als Heiratsgut bereit und gab als Sicherheiten die Festung Natternberg und die Stadt Deggendorf an. Die Hochzeit fand am 24. April 1390 in Wien statt.
Aus der Ehe gingen zwei Kinder hervor, der spätere römische König Albrecht II. und Margarete, die spätere Ehefrau Herzog Heinrichs des Reichen von Bayern-Landshut. Albrecht IV. wurde nach dem Tod seines Vaters 1395 Herzog von Österreich, starb aber bereits 1404. Seine Ehefrau Johanna überlebte ihn nur um sechs Jahre. Die Hochzeit ihrer Tochter mit Heinrich von Bayern-Landshut 1412 und das Eingreifen ihres Sohnes, der sich dabei auf seine Abstammung von Albrecht I. berief, in den Streit um das Straubinger Ländchen erlebte sie nicht mehr.